# Козеко, Николай Алексеевич
Николай Алексеевич Козеко (1844 — после 1917) — российский педагог, директор 3-й Санкт-Петербургской гимназии.

## Биография
Окончил историко-филологический факультет Санкт-Петербургского университета и 5 января 1866 года вступил в службу в ведомстве министерства просвещения.
В феврале 1871 года был определён преподавателем истории и географии во 2-ю Санкт-Петербургскую гимназию.
В 1876 году назначен инспектором Псковской гимназии, а в 1880 году — инспектором созданной Петергофской прогимназии; 21 февраля 1883 года произведён в статские советники.
В 1884 году, 29 июля, был назначен директором Кронштадтской гимназии; 1 января 1894 года был произведён в действительные статские советники.
С 14 января 1897 года занимал должность директора 3-й Санкт-Петербургской гимназии.
Среди наград: орден Св. Анны 3-й, 2-й ст. (1889) и 1-й ст. (01.01.1914), орден Св. Владимира 3-й ст. (14.05.1896), орден Св. Станислава 2-й (28.12.1886) и  1-й ст. (1900).
Был земским гласным земского собрания Горецкого уезда Могилёвской губернии.
Имел двух сыновей, родившихся в 1879 и 1881 годах.
Умер после 1917 года.
Его брат, Иван Алексеевич Козеко (1854 — не ранее 1903), также был педагогом-историком; с 1896 года занимал должность директора Елатомской гимназии в Тамбовской губернии.